# Maria Cole
Maria Cole (nombre de soltera, Hawkins; Boston, 1 de agosto de 1922-Boca Ratón, 10 de julio de 2012) fue una cantante de jazz estadounidense, mujer y viuda de Nat King Cole; madre de la cantante Natalie Cole.

## Biografía
Cole nació en Boston y era sobrina de Charlotte Hawkins Brown. Su padre Mingo Hawkins era cartero y su madre murió al dar a luz a su hermana. En 1943 se casó con Spurgeon Ellington, un miembro de los Tuskegee Airmen, la unidad afroamericana de la Segunda Guerra Mundial. Murió durante unas maniobras de entrenamiento.
Como cantante de jazz trabajó con Count Basie y Duke Ellington, bajo el nombre de Marie Ellington. Conoció a Nat King Cole mientras ambos cantaban en el Zanzibar club.
El 28 de marzo de 1948, Maria se casó con Nat King Cole en la Iglesia Bautista de Harlem. Tuvieron cinco hijos: Natalie (1950–2015), la hija adoptiva de Carole (1944–2009, hija de la hermana de Maria), el hijo adoptivo, Nat Kelly Cole (1959–1995) y los gemelos Casey y Timolin (1961). Maria estuvo al lado de su mujer hasta su muerte. Mientras tanto, en la década de los 60 fue copresentadora del programa "Tempo" en la KHJ television.
Cinco años después de la muerte de Nat King Cole, Maria Cole compró una casa en Tyringham (Massachusetts), donde crecieron los cinco niños. Posteriormente se casaría con el guionista Gary DeVore en 1969 hasta que se divorciaron en 1978.
Cole moriría en su casa en Boca Ratón (Florida) el 10 de julio de 2012, a los 89 años después de que se le diagnosticase cáncer.

## Discografía
- A Girl They Call Maria (Kapp, 1954)
- Maria Cole (Dot, 1960)
- Love Is a Special Feeling (Capitol, 1966)